# Dicranomyia coxitalis
Dicranomyia coxitalis là một loài ruồi trong họ Limoniidae. Chúng phân bố ở miền Cổ bắc.